# سيباستيان تيل
سيباستيان تيل (مواليد 29 ديسمبر 1993) هو لاعب كرة قدم لوكسمبرغي يلعب في نادي شريف تيراسبول على سبيل الإعارة من نادي بروغريس نيدركورن.

## روابط خارجية
- سيباستيان تيل على موقع الاتحاد الدولي (مؤرشف)  (الإنجليزية)
- سيباستيان تيل على موقع الاتحاد الأوربي (الإنجليزية)
- سيباستيان تيل على موقع قاعدة بيانات كرة القدم.إي يو (الإنجليزية)
- سيباستيان تيل على موقع ليكيب (الفرنسية)
- سيباستيان تيل على موقع ناشيونال فوتبول تيمز (الإنجليزية)
- سيباستيان تيل على موقع Soccerway.com (الإنجليزية)
- سيباستيان تيل على موقع AS.com (الإسبانية)